# Józef Skłodowski (lekarz)
Józef Władysław Skłodowski (ur. 26 września 1863 w Warszawie, zm. 19 października 1937 tamże) – polski lekarz internista, brat Marii Skłodowskiej-Curie.

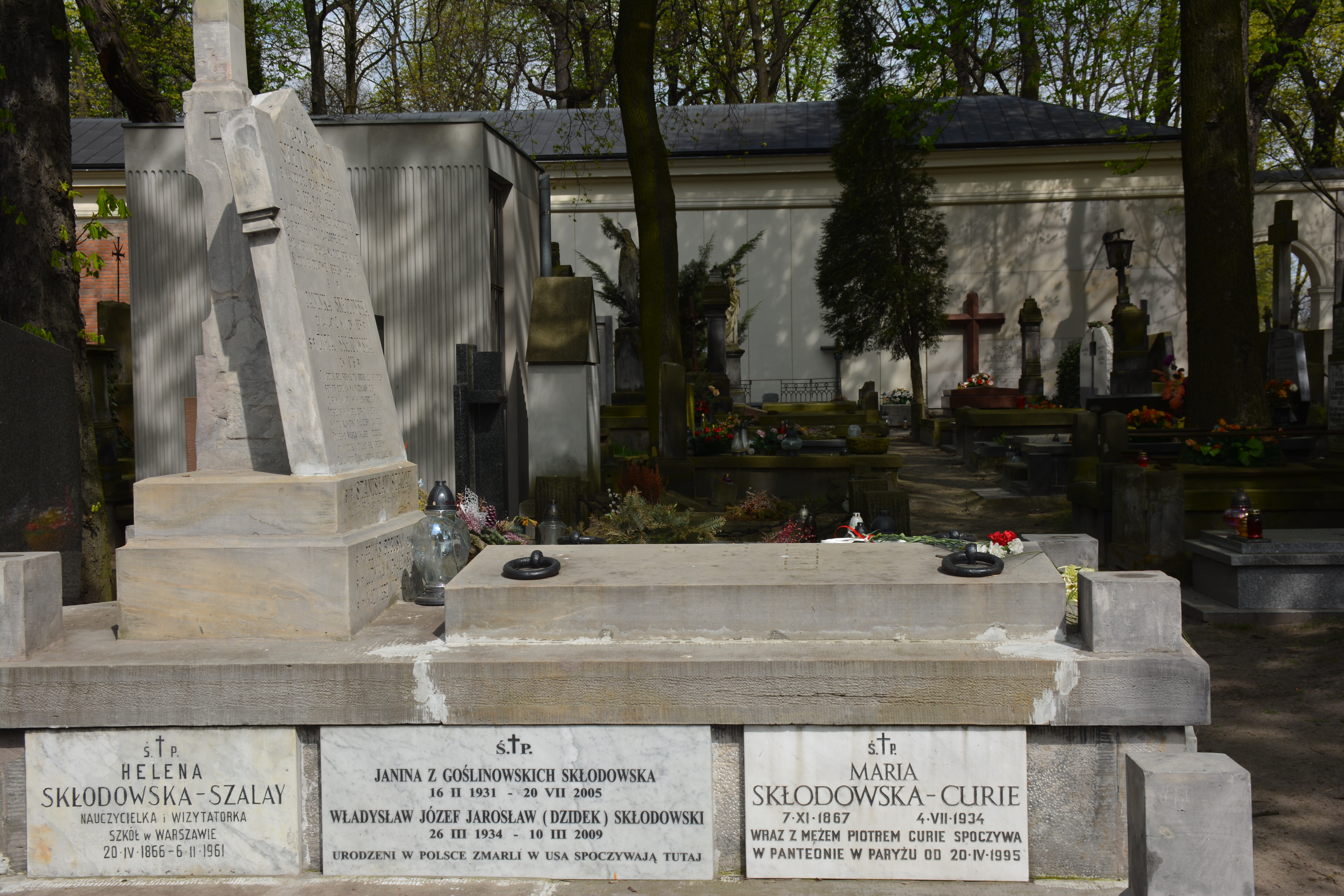
Rodzinny grobowiec Skłodowskich na warszawskich Powązkach

## Życiorys
Syn Władysława i Bronisławy z Boguskich, brat Zofii (1861–1876), Bronisławy, Heleny i Marii. Ukończył gimnazjum na Nowolipkach w Warszawie w 1881 roku ze złotym medalem. Od 1881 do 1886 roku studiował medycynę na Cesarskim Uniwersytecie Warszawskim, gdzie jego nauczycielami byli Włodzimierz Brodowski, Henryk Fryderyk Hoyer, Feliks Nawrocki, Jan Baranowski i Julian Kosiński. Po otrzymaniu tytułu lekarza pracował krótko w Szpitalu Praskim i w Ostrowie Podlaskim, a następnie w 1891 r. został zastępcą głównego lekarza Drogi Żelaznej Warszawsko-Wiedeńskiej, po roku zastępcą lekarza obwodowego, a od 1896 r. lekarzem oddziałowym kolei. Równocześnie od 1887 r. związany ze Szpitalem Dzieciątka Jezus w Warszawie. Do 1893 r. pracował na oddziale wewnętrznym u Teodora Dunina, po czym został pracownikiem oddziału chirurgii Władysława Krajewskiego. Od 1909 r. ordynator oddziału wewnętrznego, a od 1917 r. równocześnie ordynator na oddziale czerwonkowym. Po odzyskaniu przez Polskę niepodległości został głównym konsultantem chorób wewnętrznych warszawskiej dyrekcji Polskich Kolei Państwowych. Od 1935 r. na emeryturze. 
Jako jeden z pierwszych w Polsce zastosował sztuczną odmę w leczeniu chorób płuc, nakłucia lędźwiowe w chorobach neurologicznych i naświetlania promieniami X w chorobie Gravesa-Basedowa. Opracował metodę leczenia zatrucia nerek tzw. sublimatem, twórca wytycznych diagnostycznych w leczeniu cukrzycy. Autor ponad 30 prac publikowanych m.in. na łamach „Gazety Lekarskiej”, „Medycyny”, „Pamiętnika Towarzystwa Lekarskiego Warszawskiego” i „Polskiego Archiwum Medycyny Wewnętrznej”.
Był prezesem Towarzystwa Lekarskiego Warszawskiego (1936–1937), zasiadał w zarządzie Związku Lekarzy Państwa Polskiego (1923–1937), brał udział w organizacji Instytutu Radowego im. Marii Skłodowskiej-Curie, należał do spółki budującej sanatorium dla chorych na płuca w Zakopanem.
Żonaty z Jadwigą z Kamieńskich (w latach 1891–1928) i Marią z Kamieńskich. Z pierwszego małżeństwa miał córki Janinę i Marię oraz syna Władysława.
Zmarł 19 października 1937 w Warszawie i został pochowany na cmentarzu Powązkowskim (kwatera 164-3-20,21), wejście bramą Honoraty obok kościoła Karola Boromeusza.

Herman pisał o nim:

Wysoki, postawny, imponował swoim spokojem, opanowaniem, dokładnością obserwacji. Pomimo pozornej oschłości nie szczędził żadnego trudu, aby przyjść z pomocą chorym, którzy znajdowali w nim troskliwego opiekuna.

## Ordery i odznaczenia
- Złoty Krzyż Zasługi (9 listopada 1931)[5]